# Uliolepis
Uliolepis este un gen de molii din familia Lymantriinae.